# Berts bokslut
Berts Bokslut är en ungdomsroman i dagboksform från 1999 av de svenska författarna Anders Jacobsson och Sören Olsson. Sören Olsson menade år 2000 att boken var hans favorit i Bertserien tillsammans med Berts ytterligare betraktelser.

## Bokomslag
Bokomslaget visar Bert som vinkar från ett tågfönster.

## Handling
Boken handlar om Bert Ljung under perioden 10 juli-12 augusti det år han är 16 år och skall tågluffa med sina kompisar i Europa, men till föräldrarna säger han att han är i Sverige. När någons föräldrar ringer på nya mobiltelefonen gäller det att låta som om man är i Säffle i Sverige fastän de i själva verket är i Budapest i Ungern. Boken är den sista i den traditionella Bert-serien. Bert måste lova att hålla kontakten med föräldrarna varje dag, så de inte oroar sig för mycket. 
Eftersom Åke köpt tågpass för resande i hela Europa, och det bär av till Italien, Tyskland, Ungern, Frankrike med flera.
Lill-Erik packar ned mediciner, Åke med knivar, kaststjärnor, sprit och dynamitgubbar med sig. Bert funderar på att ta med sig elbas och svetsglasögon, men hans mormor tvingar på honom en hel bunt med biblar. I Sverige väntar Patricia, men Bert oroar sig för vad som skall hända om han träffar någon tjej under resan, och alla skrattar åt Lill-Erik då han pratar tyska.
Killarna reser runt i Europa, och letar mat, boende och underhållning på skilda håll, och ringer hem och berättar om sina resor till Norrland och Sveriges västkust.

## Litterär stil
Boken skiljer sig något från tidigare Bert-böcker på så vis att den skildrar en rundresa, medan de tidigare koncentrerat sig på händelser på ungefär en och samma ort.

### Fotnoter
1. ↑  ”Berts bokslut” (på engelska). Worldcat. 12 mars 1999. https://www.worldcat.org/title/berts-bokslut/oclc/174659599&referer=brief_results. Läst 29 mars 2015.
2. ↑  ”Här kan du läsa sammandrag av första chattet med Anders & Sören”. Aftonbladet. 12 mars 2000. http://wwwc.aftonbladet.se/special/emanuel/chatt1.html. Läst 31 mars 2015.